# 7971 Мекбах
7971 Мекбах (7971 Meckbach) — астероїд головного поясу, відкритий 17 жовтня 1960 року.
Тіссеранів параметр щодо Юпітера — 3,379.